# Viola Priesemann

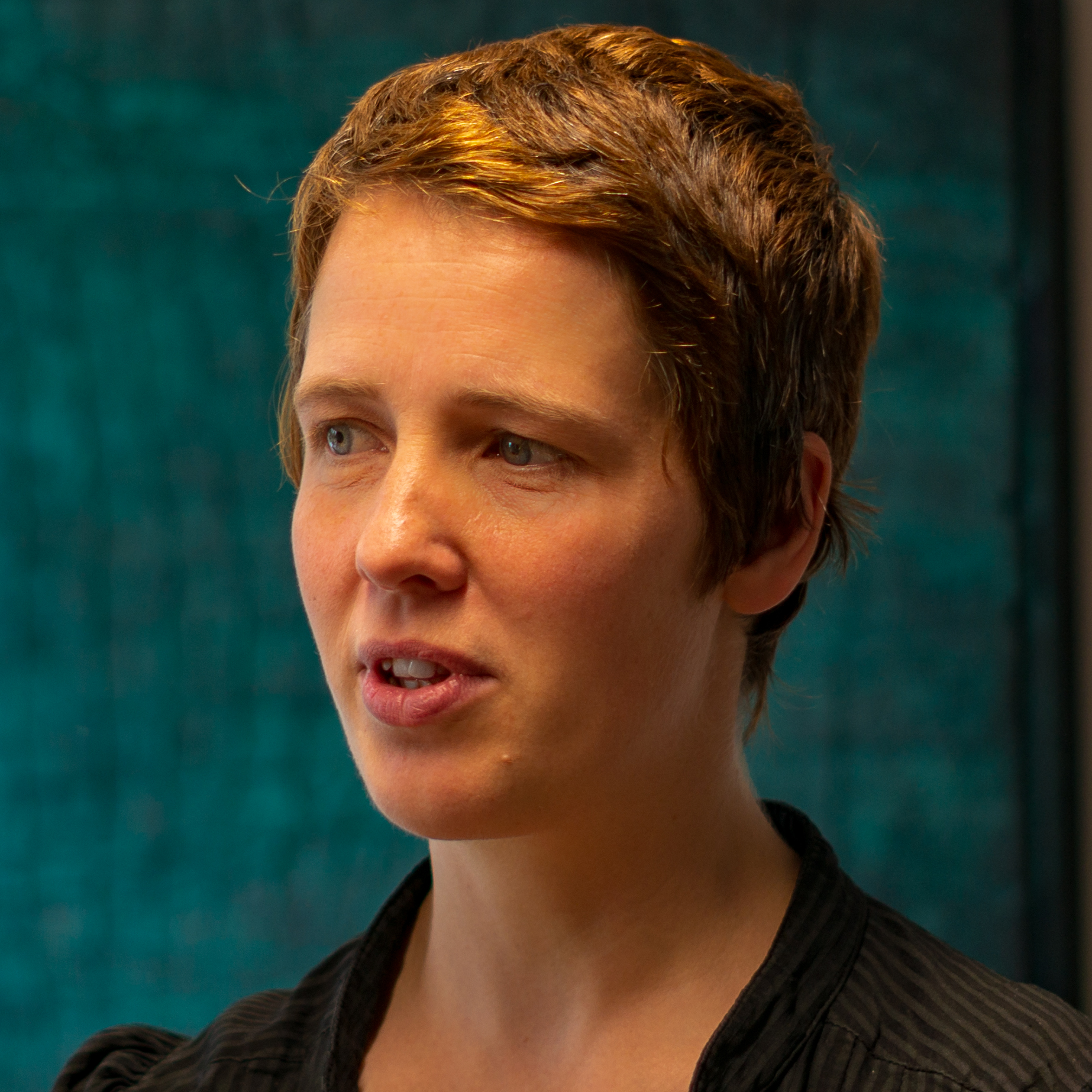
Viola Priesemann (2019)

Viola Priesemann (* 28. April 1982 in Bobingen) ist deutsche Physikerin, Politikberaterin und Hochschullehrerin. Sie ist Professorin für die Theorie neuronaler Systeme an der Universität Göttingen und leitet eine Forschungsgruppe am Max-Planck-Institut für Dynamik und Selbstorganisation.
Priesemann lieferte Beiträge zur Modellierung komplexer Systeme, insbesondere zur Selbstorganisation neuronaler Netze. Sie untersucht zum Beispiel, wie die Informationsverarbeitung im Gehirn funktioniert und wie biologisch inspirierte Computersysteme konstruiert werden können. Außerdem ist sie bekannt für ihre Arbeit während der COVID-19-Pandemie. Sie konstruierte Modelle der Infektionsausbreitung und untersuchte die Effektivität von Strategien zur Pandemieeindämmung.
Als eine der führenden Expertinnen und Experten in der Corona-Krise beriet sie die deutsche Bundesregierung und war bis zu seiner Auflösung Mitglied des Corona-Expertenrats.

## Ausbildung und berufliche Karriere
Priesemann studierte Physik an der Technischen Universität Darmstadt. Für ihre Doktorarbeit erforschte sie die neuronale Informationsverarbeitung mit Projekten an der École normale supérieure in Paris, am Caltech in Kalifornien und am Max-Planck-Institut für Hirnforschung in Frankfurt. Im Jahr 2013 wurde sie an der Universität Frankfurt im Fachbereich Physik promoviert. In ihrer Doktorarbeit beschäftigte sie sich mit Informationstheorie, mit Ausbreitungsdynamik in neuronalen Netzen und mit der Rolle von Phasenübergängen für die Informationsverarbeitung.
Nach einer Tätigkeit als Postdoc bei Theo Geisel wurde Viola Priesemann 2014 Fellow am Bernstein Center for Computational Neuroscience Göttingen und bewarb sich 2015 erfolgreich für eine unabhängige Max-Planck-Forschergruppe, die sie seither am Max-Planck-Institut für Dynamik und Selbstorganisation in Göttingen leitet.
Priesemann war von 2015 bis 2020 Fellow des Elisabeth-Schiemann-Kollegs und ist Mitglied des Exzellenzclusters Multiscale Bioimaging und der Jungen Akademie.
Einen Ruf auf eine W3-Professur an der Ruprecht-Karls-Universität Heidelberg lehnte sie 2020 ab.
Seit Oktober 2022 ist sie Professorin für Theorie neuronaler Systeme an der Universität Göttingen. 2023 wurde sie als ordentliches Mitglied in die Niedersächsische Akademie der Wissenschaften zu Göttingen aufgenommen.

## Forschung
Priesemanns Forschungsfeld ist die Modellierung komplexer Systeme.  Sie untersucht vor allem die Selbstorganisation und Emergenz der Informationsverarbeitung in lebenden und künstlichen neuronalen Netzen. Ziel der Forschung ist zweierlei: Einerseits soll die Initialisierung und Effektivität von künstlichen neuronalen Netzen verbessert werden. Andererseits will sie aufklären, wie die Informationsverarbeitung einer komplexen Umwelt im Gehirn stattfindet. Außerdem untersucht sie, wie biologisch inspirierte Computersysteme konstruiert werden können.
Ferner beschäftigte sie sich mit der Frage, wie Anästhesie zum vorübergehenden Verlust des Bewusstseins führen könnte.
COVID-19
Im Zuge der COVID-19-Pandemie hat sich Viola Priesemann der Modellierung von Infektionsgeschehen zugewandt. Sie erforscht, welche Strategien der Pandemieeindämmung effizient und effektiv sind. Ihre Forschungsgruppe wies dabei besonders auf die Schwierigkeiten des Test-Trace-and-Isolate-Ansatzes (TTI) hin, der von vielen Regierungen angewendet wurde. Die Modelle legen nahe, dass die Anwendung dieser Strategie allein nicht ausreiche, um die Ausbreitung des Virus zu verhindern. Sie müsse mit weiteren Maßnahmen, etwa Kontaktbeschränkungen und erweiterten Hygienekonzepten, kombiniert werden. Außerdem zeigten die Forscher, dass es Kipppunkte im Verlauf der Infektionsausbreitung gäbe. Bei geringen Fallzahlen sei eine Infektionskontrolle viel einfacher. Jenseits des Kipppunkts werde es immer schwieriger, die Kontrolle wiederzuerlangen.
Parallel dazu entwickelte die Forschungsgruppe um Priesemann ein hierarchisches Bayes-Modell, um die Auswirkungen nicht-pharmazeutischer Interventionen (NPIs) anhand europäischer Daten zu modellieren.
Priesemann gehörte zu den Beratern der Bundesregierung und wurde 2021 auch in den Expertenrat der Bundesregierung zu COVID-19 berufen, der die Aufgabe hatte, Empfehlungen zur Pandemiebewältigung zu erarbeiten.
Priesemann war Mitautorin und Erstunterzeichnerin mehrerer Stellungnahmen von außeruniversitären Forschungseinrichtungen, z. B. des John-Snow-Memorandums und der 7. Ad-hoc-Stellungnahme der Leopoldina zur Coronavirus-Pandemie. Sie ist Initiatorin pan-europäischer Stellungnahmen, die die Notwendigkeit eines gemeinsamen europäischen Vorgehens bei der Eindämmung von COVID-19 betonten und einen Aktionsplan vorlegten. Sie unterstützte zudem eine strikte Zero-Covid-Strategie.
Die Wochenzeitung Die Zeit veröffentlichte im Dezember 2020 ein mehrseitiges Dossier darüber, wie Priesemann und ihre Arbeitsgruppe am Max-Planck-Institut die COVID-Pandemie mathematisch erforschen.

## Schriften (Auswahl)
- Juhan Aru, Jaan Aru, Viola Priesemann, Michael Wibral, Luiz Lana, Gordon Pipa, Wolf Singer, Raul Vicente: Untangling cross-frequency coupling in neuroscience. In: Current Opinion in Neurobiology. Volume 31, 2015, S. 51–61, doi:10.1016/j.conb.2014.08.002.
- J. Wilting, V. Priesemann: 25 years of criticality in neuroscience - established results, open controversies, novel concepts. In: Curr Opin Neurobiol. Band 58, Oct 2019, S. 105–111, doi:10.1016/j.conb.2019.08.002.

## Auszeichnungen
- 2010 Thomas B. Grave and Elizabeth F. Grave Scholarship[33]
- 2014 und 2015 Chair of the Computational Neuroscience Social at the Annual Meeting of the SfN
- 2015–2020 Fellow of the Schiemann Kolleg
- 2016–2017 German-Israel Foundation Young Investigator Grant
- 2016–2018 Projektleiter Physics to Medicine Initiative
- 2021 Mitglied der Jungen Akademie[34]
- 2021 Max-Planck-Communitas-Preis[35]
- 2021 Medaille für naturwissenschaftliche Publizistik[36]
- 2021 Dannie-Heineman-Preis der Akademie der Wissenschaften zu Göttingen
- 2021 Wissenschaftspreis Niedersachsen
- 2022 Arthur-Burkhardt-Preis[37]